# Bahnradsport-Weltmeisterschaften 1909

Finale der Profis im Sprint: Gabriel Poulain, Victor Dupré, Walter Rütt (v. l. n. r.)

Die Bahnradsport-Weltmeisterschaften 1909 fanden am 14., 15., 19. und 23. August 1909 auf der 370 Meter langen Radrennbahn in Ordrup bei Kopenhagen statt.
Berufsfahrer
| Disziplin                | Platz | Land               | Athlet          |
| ------------------------ | ----- | ------------------ | --------------- |
| Fliegerrennen über 2 km  | 1     | Frankreich         | Victor Dupré    |
|                          | 2     | Frankreich         | Gabriel Poulain |
|                          | 3     | Deutsches Reich    | Walter Rütt     |
| Steherrennen über 100 km | 1     | Frankreich         | Georges Parent  |
|                          | 2     | Frankreich         | Louis Darragon  |
|                          | 3     | Vereinigte Staaten | Nat Butler      |

Amateure
| Disziplin                | Platz | Land                   | Athlet                       |
| ------------------------ | ----- | ---------------------- | ---------------------------- |
| Fliegerrennen über 2 km  | 1     | Vereinigtes Königreich | William Bailey               |
|                          | 2     | Deutsches Reich        | Karl Neumer                  |
|                          | 3     | Frankreich             | Maurice Schilles             |
| Steherrennen über 100 km | 1     | Vereinigtes Königreich | Leon Meredith/ Franz Hofmann |
|                          | 2     | Frankreich             | Maurice Cuzin                |
|                          | 3     | Belgien                | Georges Patou                |